# Pinch (Virginia Occidental)
Pinch es un lugar designado por el censo ubicado en el condado de Kanawha en el estado estadounidense de Virginia Occidental. En el censo de 2010 tenía una población de 3262 habitantes y una densidad poblacional de 350,92 personas por km².

## Geografía
Pinch se encuentra ubicado en las coordenadas 38°24′27″N 81°28′46″O / 38.40750, -81.47944. Según la Oficina del Censo de los Estados Unidos, Pinch tiene una superficie total de 9,3 km², de la cual 9,19 km² corresponden a tierra firme y (1,14%) 0,11 km² es agua.

## Demografía
Según el censo de 2010, había 3262 personas residiendo en Pinch. La densidad de población era de 350,92 hab./km². De los 3262 habitantes, Pinch estaba compuesto por el 98,68% blancos, el 0,21% eran afroamericanos, el 0,03% eran amerindios, el 0,21% eran asiáticos, el 0% eran isleños del Pacífico, el 0,21% eran de otras razas y el 0,64% pertenecían a dos o más razas. Del total de la población el 0,58% eran hispanos o latinos de cualquier raza.